# Скурка
Скурка (пол. Skórka) — село в Польше, входит в Великопольское воеводство, Злотувский повят, Гмина Краенка. Население — 520 человек (на 2005 год).